# Aramon
Aramon je naselje in občina v južnem francoskem departmaju Gard regije Languedoc-Roussillon. Naselje je leta 2008 imelo 3.808 prebivalcev.

## Geografija
Kraj leži v pokrajini Languedoc ob reki Roni, 31 km vzhodno od Nîmesa.

## Uprava
Aramon je sedež istoimenskega kantona, v katerega so poleg njegove vključene še občine Comps, Domazan, Estézargues, Meynes, Montfrin, Saint-Bonnet-du-Gard, Sernhac in Théziers s 14.622 prebivalci.
Kanton Aramon je sestavni del okrožja Nîmes.

## Zanimivosti
- župnijska cerkev sv. Pankracija iz 12. stoletja,
- hiša Maison Girard iz 14. stoletja,
- rojstna hiša Henrija Pitota,
- zahodna mesta vrata Montfrin s kamnitim mostom iz 18. stoletja,
- termoelektrarna EDF d'Aramaon, z 250 metrov visokim dimnikom je najvišja zgradba v regiji.

## Osebnosti
- Henri Pitot (1695-1771), francoski inženir, izumitelj po njem imenovane Pitotove cevi;